# The Weeknd
|  | For alternative betydninger, se Weekend (flertydig) |
Abel Makkonen Tesfaye (født 16. februar 1990), bedre kendt under sit kunstnernavn The Weeknd, er en canadisk R&B-sanger, sangskriver og musikproducer. Hans musik har modtaget bred anerkendelse blandt musikkritikere for sin musikalske alsidighed og mørke lyrik. Teksterne omhandler ofte kærlighed, frustrationer, fester mm., og der er ofte både direkte og indirekte referencer til narkotika i sangene. Mens han primært kategoriseres som R&B, er han en del af en ny lyd, som blandt andre Drake og Frank Ocean deler,[kilde mangler] der indarbejder elektroniske og mere minimalistiske elementer. Han har modtaget flere priser og udmærkelser gennem sin karriere, herunder tre Grammy Awards, seks American Music Awards, 19 Billboard Music Awards, to MTV Video Music Awards, 15 Juno Awards, og er blevet nomineret til en Oscar.
Tesfaye begyndte sin karriere i 2009, hvor han anonymt under navnet The Weeknd udgav musik på YouTube. To år senere var han med til at grundlægge pladeselskabet XO, hvorpå han udgav de kritikerroste mixtapes House of Balloons, Thursday og Echoes of Silence. Han opnåede hurtigt opmærksomhed fra adskillige mainstream medier grundet sin dystre R&B-stil og mystikken, der var omgivet hans identitet. I 2012 indgik Tesfaye kontrakt med Republic Records, der genudgav de tre mixtapes på et opsamlingsalbum Trilogy. Det første album, Kiss Land blev udgivet i 2013. Singlen "Earned It" fra soundtracket til filmen Fifty Shades of Grey (2015) vandt en Grammy for "Best R&B Performance" og blev nomineret til en Oscar for bedste sang.
Tesfaye opnåede kommerciel g kunstnerisk succes me det andet studiealbum Beauty Behind the Madness fra 2015. Albummet, der indeholdt singlerne "Can't Feel My Face" og "The Hills", blev nr. 1 på amerikanske Billboard 200 og var blandt det bedste sælgende album for det år. Albummet modtog en Grammy for "Best Progressive R&B Album" og blev nomineret til "Album of the Year". Det tredje studiealbum Starboy (2016) opnåede ligeledes kommerciel succes og indeholdt singlen "Starboy", der nåede nr. 1 på singlehitlisten. Starboy modtog også en Grammy Award for "Best Urban Contemporary Album". I 2020 blev det fjerde studiealbum udgivet i en New wave- og dream pop stil. Albummet After Hours indeholdt nr. 1 hits "Heartless", "Blinding Lights" og "Save Your Tears".

## Inspirationer
The Weeknd er blevet sammenlignet med alt fra Prince til Michael Jackson, og han har selv udtalt, at han ser Michael som sin største vokalinspiration.[kilde mangler] I 2011 udgav han et cover af Michael Jacksons megahit Dirty Diana. Singlen "Blinding Lights" blev frigivet i november 2019, og siden da er mange sange både indlands og udlands inspireret af synthwaven.

## Super bowl
Den 7. februar 2021 optrådte The Weeknd på verdens største musikscene Super Bowl halftimeshow. Her sang han nogle af sine største hits. Der blev også udgivet et kompileringsalbum til anledningen. Albummet indeholdte sange fra både After hours, Starboy, Beauty behind the madness samt House of ballons.

## Diskografi

### Studiealbums
- Hurry Up Tomorrow (Udgivet af XO og Rebublic Records, 2025)

- Dawn FM (udgivet af XO og Republic Records, 2022)
- After Hours (udgivet af XO og Republic Records, 2020)
- Starboy (Egen udgivelse, 2016)
- Beauty Behind the Madness (2015)
- Kiss Land (Egen udgivelse, 2013)

### Mixtapes
- House of Balloons (Egen udgivelse, 2011)
- Thursday (Egen udgivelse, 2011)
- Echoes of Silence (Egen udgivelse, 2011)

### Ep'er
- My Dear Melancholy (EP, udgivet af XO og Republic Records, 2018)

### Remix
- "Shake It Out" (The Weeknd remix) – Florence and the Machine

### Singler
- "Save your tears (remix" med Ariana Grande(2021)
- "Save your tears" (2021)
- "In Your Eyes" (2020)
- "Blinding Lights" (2019)
- "Heartless" (2019)
- "Starboy" (2016)
- "Earned it" (2016) Fifty shades of Grey soundtrack
- "In The Night" (2015)
- "The Hills" (2015)
- "Can´t Feel My Face" (2015)
- "Often" (2014)
- "Live For" (2013)
- "Belong To The World" (2013)
- "Kiss Land" (2013)
- "Wicked Games" (2012)